# بوشتا (مجارستان)
بوشتا (به مجاری:  Bosta) یک شهرداری در مجارستان است که در ناحیه پچ واقع شده‌است. بوشتا ۵٫۹۵ کیلومتر مربع مساحت و ۱۴۷ نفر جمعیت دارد.